# You Ain't Goin' Nowhere
"You Ain't Goin' Nowhere" är en låt skriven av Bob Dylan 1967 till studioalbumet The Basement Tapes och senare omskriven 1971 till samlingsalbumet Bob Dylan's Greatest Hits, Vol. 2.
Dylan skrev denna låt 1967, under den tid han drog sig tillbaka efter sin motorcykelkrasch året innan. Han spelade in den tillsammans med hela The Band, utom trummisen Levon Helm som tillfälligt hoppat av gruppen. Denna versionen släpptes inte förrän åtta år senare 1975 på albumet The Basement Tapes, och under den tiden hade The Byrds 1968 spelat in och släppt en version av låten. Detta var den första versionen som släpptes till offentligheten. Dylan spelade även in låten på nytt till albumet Bob Dylan's Greatest Hits, Vol. 2 1971, där han också ändrade texten (bl.a. "Pack up your money, put up your tent, McGuinn", en hänvisning till The Byrds sångare Roger McGuinn som sjöng "pack up your money/pick up your tent" istället för det korrekta texten "pick up your money/pack up your tent"). Denna nya versionen släpptes 1971, fyra år innan den ordinarie.

## Album
- Bob Dylan's Greatest Hits, Vol. 2 - 1971
- The Basement Tapes - 1975
- The 30th Anniversary Concert Celebration - 1993
- The Essential Bob Dylan - 2000
- Dylan - 2007